# Регионален исторически музей (Стара Загора)
Регионалният исторически музей в Стара Загора е сред най-старите музеи в България и сред големите в Европа. Той съхранява над 120 000 паметника на културата. Първата експозиция е открита през 1907 г. През септември 2007 г. музеят се премества в нова сграда. През март 2009 г. новата сграда на музея бе официално открита за посетители.

## Музейни обекти
- Музей „Неолитни жилища“ – „Неолитни жилища“ (VI хил. пр. Хр.)
- Халколитни медни рудници в местността „Мечи кладенец“
- Римски терми при Старозагорски минерални бани
- Античен форумен комплекс II-IV в. при западната порта
- Южна порта на Августа Траяна
- Късноантичен жилищен дом с мозайка, IV в. – частен римски дом.
- Късноантична обществена сграда с мозайки, IV-VI в. – в Пощенската палата
- Музей на религиите (Ески джамия)
- Хилендарски метох
- Мемориален комплекс „Бранителите на Стара Загора 1877 г.“
- Къща музей „Градски бит XIX век“

## Експонати
В комплекса се съхраняват над 100 000 оригинални експонати от различни епохи. Изключителни по своята стойност са повечето сбирки: праисторическата, етнографската и нумизматичната, колекцията от тракийски колесници, от античен бронз, антично стъкло, реликви, свързани с историята на българския народ от Възраждането до наши дни. Уникални са експонатите костен идол и мраморна антропоморфна фигурка (V хил. пр. Хр.), шлем-маска, сарматски меч, златна огърлица, лантерни, стъклена фиала с танцуваща жена, мраморна статуарна група на Орфей от античната епоха, каменна плоча на лъвица с лъвче от XI в., препис на Паисиевата „История славянобългарска“ и др.
- неолит, енеолит
- бронзова епоха
- старожелязна епоха
- новожелязна епоха
- римска епоха
- късноантична епоха
- средновековие VII-IX в.
- средновековие Х-XII в.
- средновековие XIII-XIV в.
- късно средновековие XV-XVII в.
- нумизматика
- нагръдни и други отличия и награди
- накити
- оръжие
- униформи
- традиционно облекло
- битови тъкани
- църковно, приложно и изящно изкуство
- документи от Възраждането
- документи от периода 1878 – 1944 г
- документи от най-новата история на България
- снимки от Възраждането
- снимки от периода 1878 – 1944 г
- снимки от най-новата история на България
- оръдия на труда
- предмети на бита
- старопечатни материали
- периодичен печат от периода 1878 – 1944 г
- периодичен печат от най-новата история на България
- плакати
- карти
- печатни материали
- образци от производството
- кино-фото-фоно архив
- знамена

## Археологически експедиции
През годините музеят ръководи и участва в десетки археологически експедиции, от които с особена значимост са разкопките на:
- Азмашката селищна могила (първата цялостно проучена селищна могила на Балканския полуостров),
- праисторическите медни рудници в местността „Мечи кладенец“ край Стара Загора (българо-руска експедиция),
- многослойния исторически обект в местността „Чаталка“,
- десетки обекти в археологическия резерват „Августа Траяна-Верея-Боруй“,
- късноантичната пътна станция „Карасура“ край с. Рупките, Чирпанско (българо-германска експедиция),
- много надгробни могили и др.

## Международни контакти
Старозагорският музей поддържа международни контакти с повече от 20 музея, университети и библиотеки в Германия, Англия, Русия, Румъния, Австрия, Македония, Франция, Гърция, Унгария и др. Директорите Димитър Николов и Христо Буюклиев са членове на международната музейна организация към ЮНЕСКО – ИКОМ. През 1984 г. Стара Загора е домакин на VIII международен симпозиум по античен бронз, в който доклади изнасят учени от 30 страни на света. Музеят в Стара Загора участва в издадените във Виена корпуси на антични мозайки и стенописи от България. Той е организатор или съорганизатор на международни, национални и регионални научни конференции, симпозиуми и колоквиуми.

## Административна структура
- директор – Ас. Петър Тодоров Калчев

РИМ-Стара Загора има няколко административни отдела:
- Отдел „Праистория“
- Отдел „Нумизматика“
- Отдел „Антична археология“
- Отдел „Средновековна археология“
- Отдел „История XV – XIX век“
- Отдел „Нова история“
- Отдел „Най-нова история“
- Лаборатория за консервация и реставрация
- Отдел „Етнография“
- Отдел „Връзки с обществеността“